# Schans Lammen

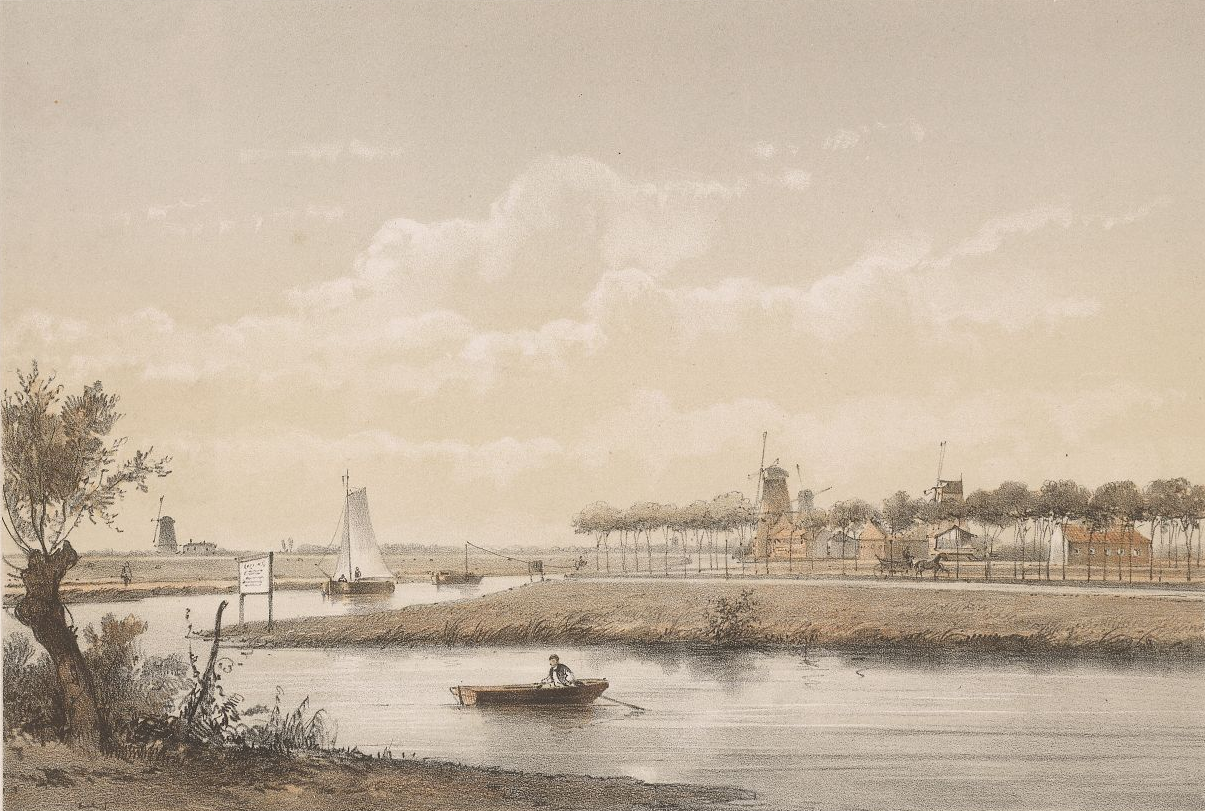
Lammenschans omstreeks 1850

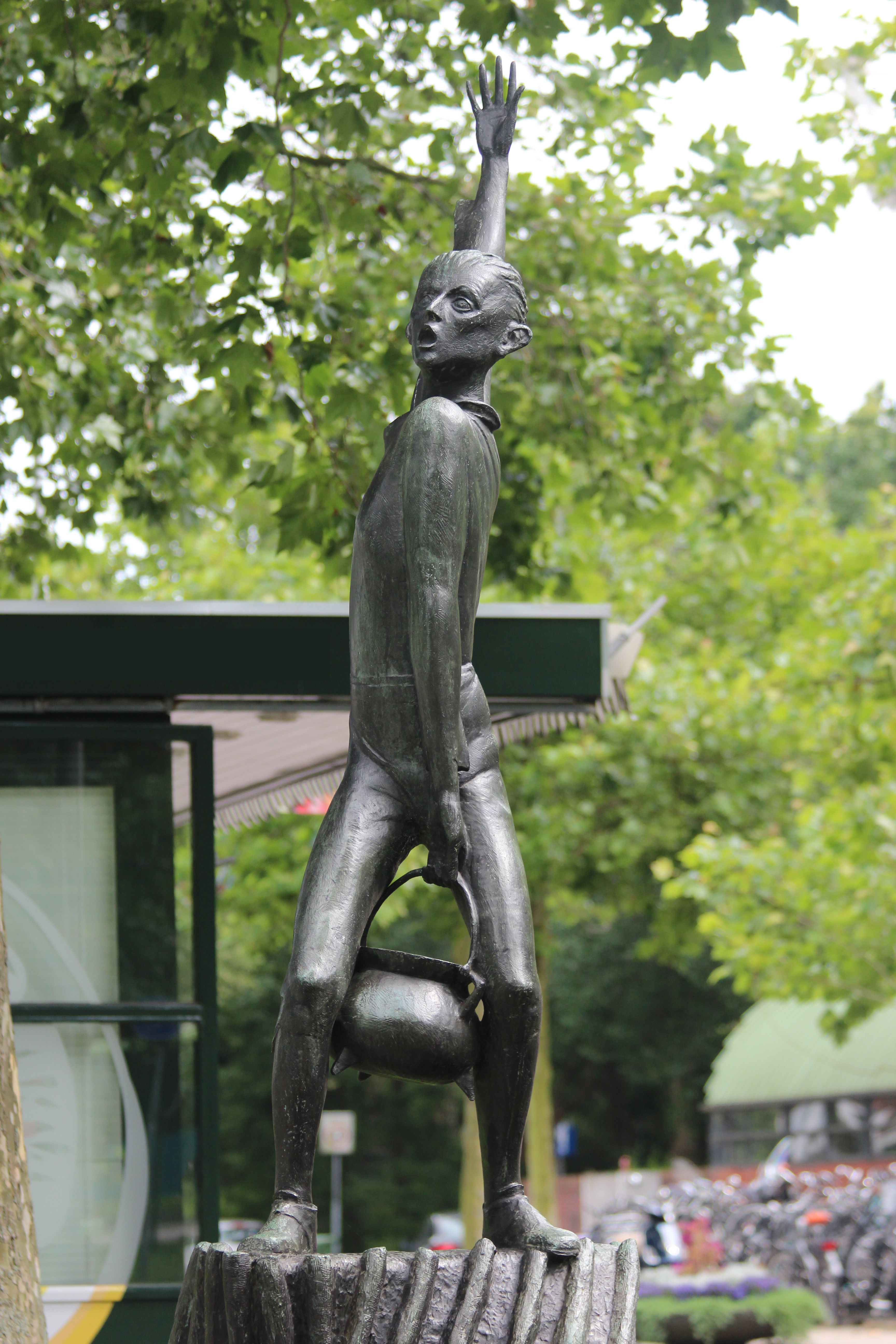
Beeld door Wenckebach van Cornelis Joppenszoon die de Spaanse hutspot vindt

De schans Lammen of de Lammenschans was een schans die door de Leidenaren en later door de Spanjaarden gebruikt werd tijdens het Beleg van Leiden (1573-1574) in de Tachtigjarige Oorlog. Met de aanleg van de schans werd op 14 oktober 1573 begonnen. 
Zoals de meeste schansen lag de schans Lammen op een strategische plaats, bij de kruising van de Vliet, de Roomburgerwatering (nu Rijn-Schiekanaal) en de Vrouwenvaart, nabij het toenmalige Cronesteyn. Hierdoor kon men de zuidwestelijke toegang tot de stad bewaken.
De schans is in Nederland vooral bekend geworden door de legende van Cornelis Joppenszoon, die op 3 oktober 1574 zou hebben ontdekt dat de Spanjaarden waren vertrokken, waarna hij bij schans Lammen een pot hutspot aantrof.
Hoewel nu niets meer te zien is van deze (voor  Leiden) historische plek, leeft de naam nog wel voort in benamingen van zaken in de omgeving zoals het Lammenschansplein, de Lammebrug, de Lammenschansweg en station Lammenschans. Op het plein voor het station staat sinds 1961 een beeld van Cornelis Joppenszoon met de hutspot, waarmee de suggestie wordt gewekt dat de schans in deze omgeving gelegen was. De schans lag nabij de huidige Lammebrug, aan de zijde van Polderpark Cronesteyn. In oktober 2020 werden aan de voet van de Lammebrug resten van de schans gevonden.